# Natrijev stearat
Natrijev stearat je natrijeva sol stearinske kisline. Je najpogostejše milo.  Najdemo ga v deodorantih, gumi, barvah, ki vsebujejo lateks, in črnilih. Je tudi sestavina nekaterih prehranskih dopolnil in izboljševalcev okusa.

## Uporaba
Kot je značilno za mila, ima natrijev stearat hidrofobne (skupina COO-) in hidrofilne (dolga veriga ogljikovodikov) dele. Ti dve kemično različno komponenti omogočata tvorbo micelov, kjer se hidrofilne glave orientirajo proti zunanjosti, hidrofobni repi pa proti notranjosti micela. S tem ustvarijo lipofilno okolje za hidrofobne spojine. Natrijev stearat se uporablja v farmacevtski industriji kot površinsko aktivna snov.

## Proizvodnja
Natrijev stearat je proizveden kot glavna sestavina mila, ki nastane pri umiljenju (saponifikaciji) olj in maščob. Vsebnost natrijevega stearata je odvisna od sestavnih maščob. Loj vsebuje veliko stearinske kisline (v obliki trigliceridov), večina maščob pa vsebuje le nekaj odstotkov starinske kisline. Idealizirana enačba za sintezo natrijevega stearata iz stearina (triglicertid stearinske kisline) je naslednja: 
(C18H35O2)3C3H5  +  3 NaOH   →   C3H5(OH)3  +  3 C17H35CO2Na
Prečiščen natrijev stearat se lahko izdela z nevtralizacijo stearinske kisline z natrijevim hidroksidom.